# Knipolegus hudsoni
La viudita patagona (Knipolegus hudsoni), también denominada viudita chica (en Argentina y Paraguay), viudita negra chica o viudita-negra de Hudson (en Perú), es una especie de ave paseriforme de la familia Tyrannidae perteneciente al género Knipolegus. Nidifica en el centro de Argentina, migrando en el invierno austral hacia el norte del centro de América del Sur. 

## Distribución y hábitat

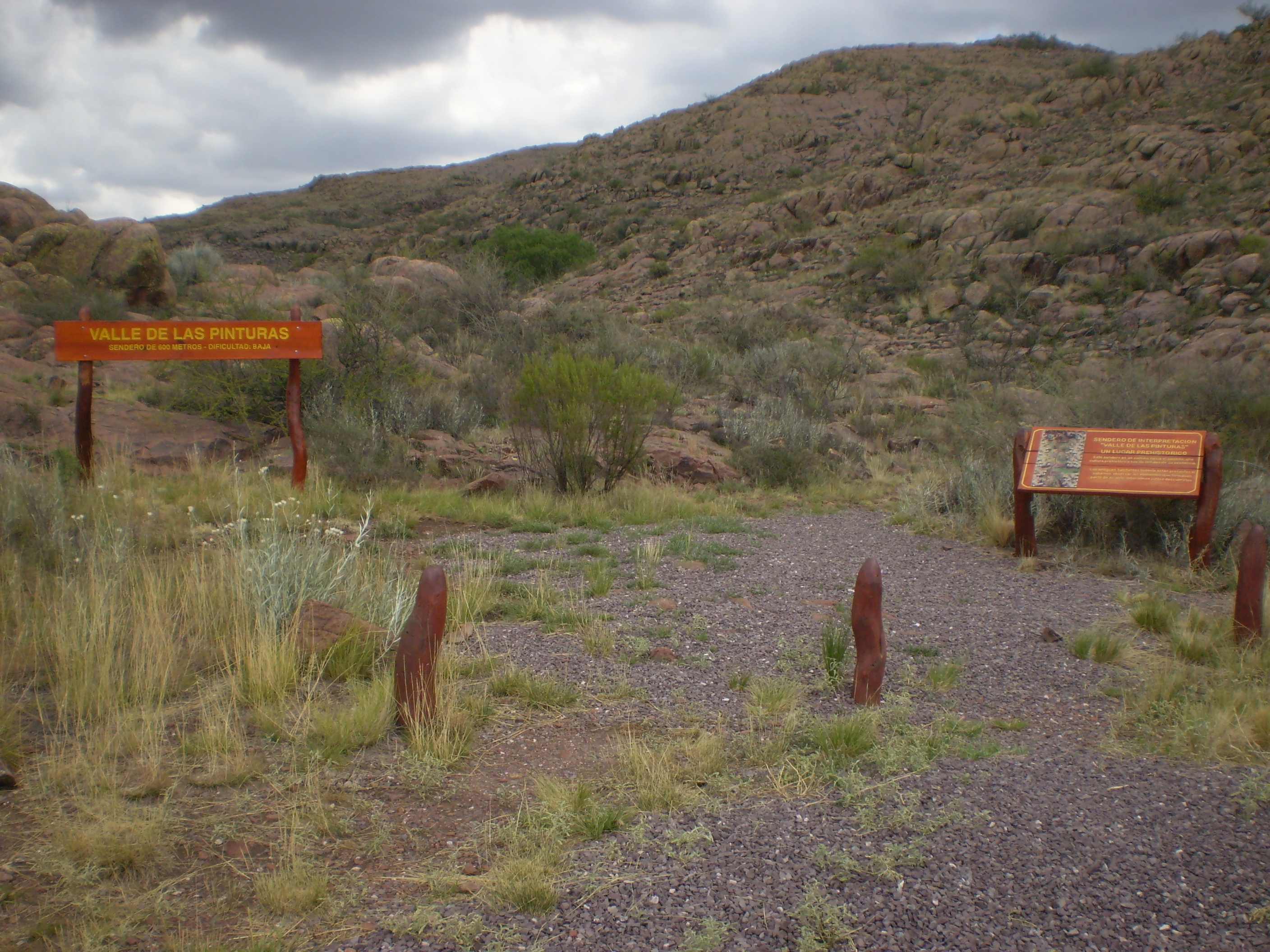
Parque nacional Lihué Calel, en La Pampa, Argentina, ejemplo de hábitat reproductivo de la especie.

Es un endemismo reproductivo del centro de Argentina, desde el oeste de Córdoba al sur hasta el este de Neuquén, norte de Río Negro y suroeste de Buenos Aires; en el invierno austral migra hacia el norte, hasta Bolivia, Paraguay y extremo centro oeste de Brasil, llegando hasta el sureste de Perú.
Esta especie es considerada poco común en sus hábitats reproductivos naturales: los matorrales xerófilos densos y el estrato bajo de bosques de la ecorregión terrestre del monte; en la invernada prefiere ambiente más abiertos del chaco y pastizales altos. Principalmente por debajo de los 500 m de altitud.

## Sistemática

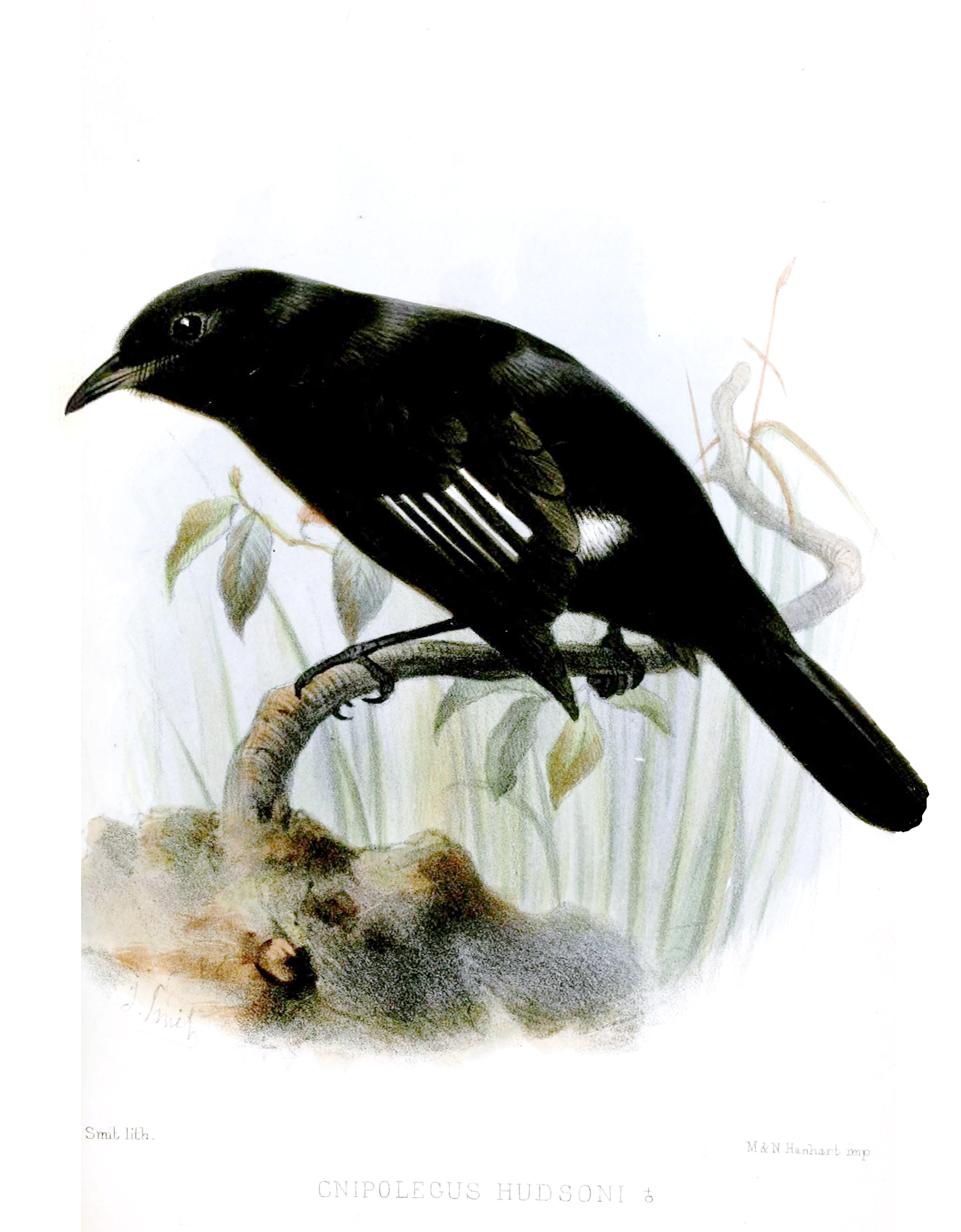
Cnipolegus hudsoni, ilustración de Smit para Proceedings of the Zoological Society of London, 1872.

### Descripción original
La especie K. hudsoni fue descrita por primera vez por el zoólogo británico Philip Lutley Sclater en 1872 bajo el nombre científico Cnipolegus hudsoni; su localidad tipo es: «Río Negro, Patagonia, Argentina.»

### Etimología
El nombre genérico masculino «Knipolegus» se compone de las palabras del griego «knips, knipos» que significa ‘insecto’, y «legō» que significa ‘agarrar’, ‘capturar’; y el nombre de la especie «hudsoni», conmemora al naturalista y escritor británico residente en Argentina Guillermo Enrique Hudson (1841–1922).

### Taxonomía
Anteriormente fue separada en un género Phaeotriccus, junto a Knipolegus poecilocercus con base en el perfil de las primarias externas; pero los estudios filogenéticos recientes confirman que ambas pertenecen al presente género y no están hermanadas. Es monotípica.